# CD As Pontes
CD As Pontes is een Spaanse voetbalclub uit As Pontes de García Rodríguez die uitkomt in de Tercera División. De club werd in 1960 opgericht en speelt haar thuiswedstrijden in het Estadio O Poboado.
As Pontes speelde in de periodes 1987-1993 en 1995-1998 in de Segunda División B. Na enkele seizoenen in de regionale competities speelt de club sinds 2010 in de Tercera División.
Alondras CF ·
CD Areintero ·
Arosa SC·
UD Atios ·
CSD Arzúa ·
CD As Pontes ·
CD Barco ·
Bergantiños CF ·
CD Choco ·
CD Estradense ·
Deportivo Fabril ·
SD Fisterra ·
Ourense CF ·
UD Ourense ·
UD Paiosaco ·
Polvorín FC ·
CD Pontellas ·
Rápido Bouzas ·
CD Ribadumia ·
Silva SD ·
UD Somozas ·
RC Vilalbés ·
AE Vista Alegre CF · 
Viveiro CF